# دزدک (نوشهر)
دزدک، روستایی است از توابع بخش مرکزی شهرستان نوشهر در استان مازندران ایران.

## جمعیت
این روستا در دهستان بلده کجور قرار دارد و براساس سرشماری مرکز آمار ایران در سال ۱۳۸۵، جمعیت آن ۷۶۵ نفر (۱۹۵خانوار) بوده‌است. مردم دزدک از قومیت طبری هستند. مردم دزدک به زبان طبری با گویش کجوری سخن می‌گویند.